# Xenotaenia
Xenotaenia resolanae
Genre
Espèce
Xenotaenia est un genre de poissons de la famille des Goodeidae et de l'ordre des Cyprinodontiformes endémique du Mexique. Ce genre est monotypique : il ne contient que l'espèce Xenotaenia resolanae.
La première importation de cette espèce à des fins commerciales remonte à 1981, elle a été réalisée par Ivan Dibble en Angleterre.